# Lagynochthonius typhlus
Espèce
Lagynochthonius typhlus est une espèce de pseudoscorpions de la famille des Chthoniidae.

## Distribution
Cette espèce est endémique de Jamaïque. Elle se rencontre dans la grotte Maldon School Cave à Saint James.

## Publication originale
- Muchmore, 1991 : Pseudoscorpiones from Florida and the Caribbean area. 14. New species of Tyrannochthonius and Lagynochthonius from caves in Jamaica, with discussion of the genera (Chthoniidae). Florida Entomologist, vol. 74, no 1, p. 110-121.